# Fințești
Fințești – wieś w Rumunii, w okręgu Buzău, w gminie Năeni. W 2011 roku liczyła 659 mieszkańców.